# Виноградовський сільський округ
Виногра́довський сільський округ (каз. Виноградов ауылдық округі, рос. Виноградовский сельский округ) — адміністративна одиниця у складі Кизилжарського району Північноказахстанської області Казахстану. Адміністративний центр — село Виноградовка.
Населення — 682 особи (2021; 1027 у 2009, 1441 у 1999, 1604 у 1989).
Станом на 1989 рік існувала Виноградовська сільська рада (села Виноградовка, Ісаковка, Сергино, Сумне) колишнього Соколовського району. Село Сергино було ліквідоване 2008 року, село Ісаковка — 2024 року.

## Склад
До складу округу входять такі населені пункти:
| Населений пункт    | Старі назви | Населення, осіб (1989) | Населення, осіб (1999) | Населення, осіб (2009) | Населення, осіб (2021) |
| ------------------ | ----------- | ---------------------- | ---------------------- | ---------------------- | ---------------------- |
| Виноградовка, село | -           | 1043                   | 919                    | 689                    | 515                    |
| Ісаковка, село     | -           | 136                    | 141                    | 87                     | 18                     |
| Сергино, село      | -           | 47                     | 33                     | -                      | -                      |
| Сумне, село        | -           | 378                    | 381                    | 251                    | 149                    |